# Хитрые старушки
«Хитрые старушки» — советский короткометражный кукольный мультфильм, снятый по стихотворению Эммы Мошковской.
Первый из трёх сюжетов мультипликационного альманаха «Весёлая карусель» № 11.

## Сюжет
Маленький мальчик считает, что его бабушки — очень хитрые старушки, которые специально прячут от него все свои игрушки, которых (по его мнению) очень-очень много. Но стоит только всем уйти из дома, как старушки бросают вязание и начинают с упоением играть в спрятанные игрушки. И никто в квартире, и даже в целом мире (разумеется, кроме внука) не догадывается, насколько хитры старушки.

## Съёмочная группа
| режиссёр и художник-мультипликатор | Сергей Олифиренко  |
| художник-постановщик               | Евгения Боголюбова |
| оператор                           | Игорь Дианов       |
| композитор                         | Валерий Дьяченко   |
| текст читает                       | Екатерина Бабаева  |